# Конго (Майотта)
Конго  или Кунгу (фр. Koungou) — коммуна и населённый пункт в островном регионе Майотта, в северной части острова Майотта (Маоре). 
Коммуна состоит из собственно города Конго (7777 жителей, 2012 год) и пяти населённых пунктов, в том числе: Магихаво 2 или Магихаво-Коропо (9 130 жителей, 2012 год), Магихаво 1 или Магихаво-Ламир (1 967 жителей, 2012 год), Тревани (2 529 жителей, 2012 год), Конгани (1 252 жителя, 2012 год), Лонгони (3 833 жителей, 2012 год). Общее население коммуны составляет 26 488 человек (перепись 2012 года).